# 유나의 거리
《유나의 거리》는 JTBC에서 2014년 5월 19일부터 2014년 11월 11일까지 방송된 월화 특별기획 드라마이다.

## 줄거리
천차만별의 개성을 가진 사람들과 전직 소매치기범인 유나가 사는 다세대주택에 세상 어디에도 없는 착한 사나이 창만이 들어오게 되고, 서로가 함께 부대끼며 살아가면서 상처와 아픔을 치유 받는 이야기다.

## 등장인물

### 주요 인물
- 김옥빈 : 강유나 (강춘옥) 역 (아역 강주은)
- 이희준 : 김창만 역

### 다세대주택 식구들
- 이문식 : 한만복 역
- 신소율 : 한다영 역
- 김희정 : 홍 여사 (계희) 역
- 백창민 : 한동민 역
- 정종준 : 장노인 역
- 조희봉 : 홍계팔 역
- 서유정 : 김미선 역
- 김영웅 : 변칠복 역
- 김은수 : 엄혜숙 역

### 주변 인물
- 안내상 : 봉달호 역
- 강신효 : 김남수 역
- 오나라 : 박양순 역

### 그 외 인물
- 하은설 : 윤지 역
- 김윤주 : 찬미 역
- 류혜린 : 화숙 역
- 송삼동 : 대길 역
- 윤용현 : 밴댕이 역
- 이제신 : 짱구 엄마 역
- 기정수 : 고물상 사장 역
- 이도연 : 박세희 역
- 전진기 : 세희 아빠 역
- 정유민 : 김영미 역
- 한갑수 : 김종호 역 - 세진실업 회장
- 윤상 : 이 전무 역
- 주민경 : 진미 역
- 신동미 : 홍계숙 역
- 김민기 : 윤민규 역
- 홍석연 : 독사 역
- 최범호 : 곽 사장 역
- 이빛나 : 현정 역
- 김주영 : 정용근 역
- 신현탁 : 임동호 역
- 정아랑 : 희영 역
- 문정수 : 망치 역
- 박우천 : 노호진 역 - 협박범
- 최정화 : 원무과 직원 역
- 전진우 : 황남희 역 - 형사
- 이영재 : 박 선생 역 - 콜라텍 춤 선생
- 손건우 : 연극영화과 교수 역
- 황태광
- 박우천
- 진현광
- 윤빛나
- 지영우
- 조은형 : 이슬기 역 - 동민의 반 친구
- 정애화
- 장해송

### 특별출연
- 윤다훈 : 정다훈 역 - 미선의 내연남
- 임현식 : 강복천 역 - 유나의 아버지
- 라미란 : 깡순 역
- 송채환 : 황정현 역 - 유나의 생모
- 유건 : 태식 역

## 시청률
| 2014년      | 2014년      | 2014년                              |
| 회차        | 방송일      | AGB닐슨 시청률 (전국 유료가구 기준) |
| ----------- | ----------- | ----------------------------------- |
| 제1회       | 5월 19일    | 1.616%                              |
| 제2회       | 5월 20일    | 1.945%                              |
| 제3회       | 5월 26일    | 2.251%                              |
| 제4회       | 5월 27일    | 2.222%                              |
| 제5회       | 6월 3일     | 2.141%                              |
| 제6회       | 6월 9일     | 1.990%                              |
| 제7회       | 6월 10일    | 1.744%                              |
| 제8회       | 6월 16일    | 1.766%                              |
| 제9회       | 6월 17일    | 1.925%                              |
| 제10회      | 6월 23일    | 1.897%                              |
| 제11회      | 6월 24일    | 2.196%                              |
| 제12회      | 6월 30일    | 2.151%                              |
| 제13회      | 7월 1일     | 2.262%                              |
| 제14회      | 7월 7일     | 2.113%                              |
| 제15회      | 7월 8일     | 2.169%                              |
| 제16회      | 7월 14일    | 1.911%                              |
| 제17회      | 7월 15일    | 2.250%                              |
| 제18회      | 7월 21일    | 2.173%                              |
| 제19회      | 7월 22일    | 2.489%                              |
| 제20회      | 7월 28일    | 1.958%                              |
| 제21회      | 7월 29일    | 1.888%                              |
| 제22회      | 8월 4일     | 2.288%                              |
| 제23회      | 8월 5일     | 2.553%                              |
| 제24회      | 8월 11일    | 2.291%                              |
| 제25회      | 8월 12일    | 2.424%                              |
| 제26회      | 8월 18일    | 2.292%                              |
| 제27회      | 8월 19일    | 2.172%                              |
| 제28회      | 8월 25일    | 2.363%                              |
| 제29회      | 8월 26일    | 2.211%                              |
| 제30회      | 9월 1일     | 1.951%                              |
| 제31회      | 9월 2일     | 2.463%                              |
| 제32회      | 9월 9일     | 2.132%                              |
| 제33회      | 9월 15일    | 2.468%                              |
| 제34회      | 9월 16일    | 1.963%                              |
| 제35회      | 9월 22일    | 1.746%                              |
| 제36회      | 9월 23일    | 2.288%                              |
| 제37회      | 9월 29일    | 1.967%                              |
| 제38회      | 9월 30일    | 2.460%                              |
| 제39회      | 10월 6일    | 2.448%                              |
| 제40회      | 10월 7일    | 2.389%                              |
| 제41회      | 10월 13일   | 1.864%                              |
| 제42회      | 10월 14일   | 2.176%                              |
| 제43회      | 10월 20일   | 2.254%                              |
| 제44회      | 10월 21일   | 2.223%                              |
| 제45회      | 10월 27일   | 2.105%                              |
| 제46회      | 10월 28일   | 2.802%                              |
| 제47회      | 11월 3일    | 2.568%                              |
| 제48회      | 11월 4일    | 2.839%                              |
| 제49회      | 11월 10일   | 2.448%                              |
| 제50회      | 11월 11일   | 2.684%                              |
| 평균 시청률 | 평균 시청률 | 2.198%                              |

## 결방 사유
- 2014년 6월 2일 : 특집 6.4 지방 선거 서울시장 후보 토론회 방송으로 인해 결방.
- 2014년 9월 8일 : 추석특집 프로그램 방송으로 인해 결방.

## 수상 경력
- 2014년 제 3회 《에이판 스타 어워즈》장편드라마 여자 우수상 김옥빈